# Joseph Vander Wee
Joseph Christan Corneille Vander Wee (Brussel, 14 december 1902 - 11 oktober 1978) was een Belgische atleet en politicus. Als atleet was hij gespecialiseerd in de middellange afstand. Hij nam tweemaal deel aan de Olympische Spelen en veroverde drie Belgische titels. Als politicus was hij burgemeester van Linkebeek.

## Biografie
In 1920 werd Vander Wee Belgisch kampioen op de 800 m. Hij nam op dat nummer ook deel aan de Olympische Spelen van Antwerpen. Hij werd uitgeschakeld in de series. In 1921 volgde een tweede Belgische titel op deze afstand.
Vander Wee nam in 1924 op de 1500 m deel aan de Olympische Spelen van 1924 in Parijs. Ook daar werd hij uitgeschakeld in de series. In 1925 werd hij voor de derde maal Belgisch kampioen op de 800 m.
Vander Wee was aangesloten bij Excelsior Sports Club.
In 1954 werd Vander Wee benoemd tot burgemeester van Linkebeek. Hij bleef dit tot hij begin 1956 werd vervangen door Godfried Vandebroeck. Tussen 1971 en 1976 was hij opnieuw burgemeester voor het Linkebeeks Front. Bij de verkiezingen van 1976 raakte hij niet meer verkozen tot gemeenteraadslid.

## Belgische kampioenschappen
| onderdeel | jaar             |
| --------- | ---------------- |
| 800 m     | 1920, 1921, 1925 |

## Persoonlijke records
| Onderdeel | Prestatie | Datum | Plaats |
| --------- | --------- | ----- | ------ |
| 800 m     | 2.01,0    | 1921  |        |

## Palmares

### 400 m
- 1921:  BK AC

### 800 m
- 1920:  BK AC - 2.07,4
- 1920: 5e in series OS in Antwerpen - 2.00,0 (geschat)
- 1921:  BK AC - 2.02,4
- 1922:  BK AC
- 1924:  BK AC
- 1925:  BK AC - 2.06,4

### 1500 m
- 1924:  BK AC
- 1924: 6e in series OS in Parijs